# Dietrich Bickel
Dietrich Bickel (* 25. Januar 1932 in Apolda; † 30. Januar 2020 in Homberg (Efze)) war ein deutscher Rechtswissenschaftler.

## Leben
Der Sohn eines Kaufmanns studierte ab 1951 Rechtswissenschaft und Staatswissenschaft in Göttingen und Marburg. Während seines Studiums schloss er sich dem Marburger Wingolf an. 1958 legte er die erste und 1963 die zweite juristische Staatsprüfung ab und war ab 1963 wissenschaftlicher Assistent in Marburg. Nach der Promotion 1967 in Marburg bei Ernst Wolf und der Habilitation 1970 ebenda bei Ernst Wolf lehrte er von 1972 bis 1996 als Professor an der Universität Marburg die Fächer allgemeine Rechtslehre, bürgerliches Recht und Arbeitsrecht. Von 1991 bis 1993 war er Gastprofessor in Jena. Ab 1996 war er Rechtsanwalt in Homberg (Efze).

## Schriften (Auswahl)
- Über die Unmöglichkeit eines Grundsatzes der Gleichbehandlung im Arbeitsrecht. Marburg 1968, OCLC 635629439.
- Die Methoden der Auslegung rechtsgeschäftlicher Erklärungen. Kritische Analyse seit dem Inkrafttreten des BGB vertretener Lehrmeinungen und Versuch einer Neubegründung. Marburg 1976, ISBN 3-7708-0489-9.
- als Herausgeber mit Walther Hadding, Volker Jahnke und Gerhard Lüke: Recht und Rechtserkenntnis. Festschrift für Ernst Wolf zum 70. Geburtstag. Köln 1985, ISBN 3-452-20060-4.